# Kamen Rider J
Kamen Rider J (仮面ライダーJ Kamen Raidā Jei)  (Masked Rider J) là một movie Tokusatsu của Nhật Bản năm 1994 do Toei Company sản xuất  và dựa trên series Kamen Rider của họ.
Là một phần trong kỷ niệm 40 năm nhượng quyền truyền thông, J đã được chiếu trên kênh trả tiền của Toei vào tháng 9 năm 2011  Nhân vật chính của bộ phim, Kamen Rider J, xuất hiện trong các phần sau của loạt phim truyền hình Kamen Rider Decade (đáng chú ý nhất là trong cao trào của All Riders vs. Dai-Shocker, nơi các anh hùng đánh bại nhân vật phản diện của bộ phim. Anh cũng là một nhân vật trong trò chơi video Nintendo DS năm 2011, All Kamen Rider: Rider Generation.

## Nội dung
Sau khi tiến hành một nghi lễ cầu nguyện, những  người  hành tinh Fog Mothe săn lùng một con người  lý tưởng để họ nghiên cứu. Họ thấy ở Nhật Bản có những người bạn trẻ yêu môi trường. phóng viên Kouji  khi đang điều tra nguyên nhân gây ô nhiễm hồ nước. Trong lúc bảo vệ Châu khỏi những kẻ xấu, Kouji bị ném xuống một vách đá bởi Agito và chết;  Kouji được hồi sinh bởi các linh hồn của  Trái Đất dưới danh nghĩa Kamen Rider J để chiến đấu với FOG Mother. Với  sứ giả Berry là hướng dẫn của anh, Kouji giết Zu. Sau khi Zu chết, Kouji biết về FOG. Berry can thiệp để cứu Châu từ Sương mù  nhưng anh bị đánh bại bởi Garai; Châu chết, và FOG bắt đầu tấn công một thành phố gần đó để chuẩn bị cho kế hoạch thức tỉnh. J chiến đấu với Garai trong hình dạng thật (Cobra Man) trong  trận chiến cuối. Sau khi giết Garai, J  cố gắng để cứu Châu.

## Nhân vật
- Koji Segawa (瀬川 耕司 Segawa Kōji?): Một phóng viên bảo vệ môi trường đã bị giết bởi Agito, khi họ đưa Kana đi chơi. Anh ta được hồi sinh dưới dạng Kamen Rider J (仮面ライダーJ Kamen Raidā Jei?)  bởi các Tinh linh Trái Đất để bảo vệ hành tinh khỏi FOG và các con của cô. Với đai biến hình J-Spirit (Jスピリット Jei Supiritto?), J có thể biến hình J-Kick (Jキック Jei Kikku?). Khả năng lớn nhất của anh ta là hóa khổng lồ.[6]
- Kana Kimura (木村 加那 Kimura Kana?): Người bạn trẻ của Kouji, người bị bắt bởi những đứa trẻ của Fog Mother để cô có thể hy sinh.
- Berry (ベリー Berī?): Một con châu chấu lớn là người dẫn đường của Kamen Rider J, các Tinh linh Trái Đất.

### FOG Mother
Fog (フォッグ Foggu)  là một nhóm quái vật. Mỗi thiên niên kỷ, Người mẹ sương mù lại sinh ra một đàn con mới để nuôi sống những người cư ngụ trên thế giới nơi cô đến. Ba đứa con của cô có một nghi lễ trước khi tiêu diệt con người.
- Machine Beast Mothership Fog Mother (機械獣母艦フォッグ・マザー Kikaijū Bokan Foggu Mazā?)
- Garai (ガライ Garai?): giả dạng là một chàng trai trẻ. Ông được gọi là "Hoàng tử" của Mẹ sương mù. Hình dạng thật của anh ta là Cobra Man (コブラ男 Kobura Otoko?), một con quái vật giống như rắn hổ mang với một thanh kiếm laser và một cây roi có thể sử dụng một quả bóng biến thành móng vuốt. Anh ta tiến hành nghi lễ cầu nguyện trong khi các em trai của anh ta chiến đấu với J và bắt J phải tiếp tục hy sinh cho đến khi Berry đến giúp đỡ J. Với Kana trong buồng trứng và Berry bị đánh gục, Garai hấp thụ sương mù xung quanh và giả định hình dạng thật của anh ta. Kamen Rider J đẩy anh ta bằng một vật sắc nhọn, và Garai sử dụng đòn tấn công bóng của anh ta. Kamen Rider J giải thoát bản thân khỏi nó và sử dụng Rider Kick để hạ gục Garai trên bàn thờ, làm anh ta bị thương nặng.
- Zu (ズー Zū?)  Hình dạng thật của bà là Hachi Woman (ハチ女 Hachi Onna?)  a sặc sỡ nữ ong quái vật, với đôi cánh trên đầu của mình và khả năng kim chụp từ hai bàn tay. Cô đã bắt cóc Kana vì sự hy sinh. Khi cái chết của Agito được biết, Zu được gửi đến để trả thù anh trai cô. Cô sử dụng những dải ruy băng màu đỏ thẫm để bẫy Kouji và thả anh ta lên trời sau khi cô trút bỏ hình dạng con người, nhưng anh ta trở thành Kamen Rider J và áp đảo cô. Cô bắn anh ta vào cánh tay bằng kim, túm lấy anh ta và đưa anh ta lên không trung. Zu, bị thương nặng khi cô va chạm với tàu của Người mẹ sương mù, nhìn thấy Garai lần cuối trước khi cô chết và mờ dần trong màn sương.
- Agito (アギト Agito?)  một người đàn ông trung niên, hình dạng thật của ông là Tokage Man (トカゲ男 Tokage Otoko?)  một con cá sấu. Khi anh gặp Kouji (vai Kamen Rider J), anh rũ bỏ hình dạng con người và tấn công. Agito cố gắng trốn thoát bằng cách leo lên một vách đá, nhưng Kamen Rider J giết chết anh ta bằng một cú đấm Rider vào đầu và anh ta rơi xuống cái chết.

## Xuất hiện khác
J cũng xuất hiện trong bộ phim năm 2010 Kamen Rider × Kamen Rider W & Decade: Movie War 2010, trong đó Kamen Rider Decade đánh bại anh ta và biến anh ta thành một lá bài. Sau thất bại của Decade, tất cả các kỵ sĩ biến thành thẻ được khôi phục lại thế giới tương ứng của họ. Kamen Rider J cũng xuất hiện trong số các kỵ sĩ Kamen trong bộ phim kỷ niệm 40 năm của Kamen Rider Series , Den-O, All Riders: Let Go Kamen Rider (2011), Kamen Rider × Super Sentai: Super Hero Taisen (2012), Heisei Rider so với Showa Rider: Kamen Rider Taisen kỳ công. Siêu nhân (2014) và Siêu anh hùng Taisen GP: Kamen Rider 3 (2015).

## Diễn viên
- Koji Segawa (瀬川 耕司 Segawa Kōji?), Kamen Rider J: Yūta Mochizuki (望月 祐多 Mochizuki Yūta?); Diễn viên phù hợp: Jiro Okamoto
- Kana Kimura (木村 加那 Kimura Kana?): Yuka Nomura (野村 佑香 Nomura Yūka?)
- Berry (ベリー Berī?, Voice): Rikako Aikawa (愛河 里花子 Aikawa Rikako?)
- Garai (ガライ Garai?): Kyoji Kamui (神威 杏次 Kamui Kyōji?)
- Zu (ズー Zū?): Yoko Mari (万里 洋子 Mari Yōko?)
- Agito (アギト Agito?): Satoshi Kurihara (栗原 敏 Kurihara Satoshi?)
- Fog Mother (フォッグマザー Foggu Mazā?, Voice) Maho Maruyama (丸山 真歩 Maruyama Maho?)  (Chơi như Mariho Kayama (佳山 真梨穂 Kayama Mariho?)
- Earth Spirit (地空人 Chikūjin?): Shuji Uchida (内田 修司 Uchida Shūji?)
- Earth Spirit (地空人 Chikūjin?): Yurika Nagano (永野 百合香 Nagano Yurika?)
- Narrator (ナレーター Narētā?): Shōzō Iizuka (飯塚 昭三 Iizuka Shōzō?)

## Âm nhạc
"Just One Love" và bài hát kết thúc "Kokoro Tsunagu Ai" (心つなぐ愛 "Hearts Connect Love"), được viết bởi Eiji Kawamura với lời bài hát của Akira Ōtsu, được hát bởi BYUE.

## Khác
Saban Entertainment đã sử dụng cảnh quay quái vật từ bộ phim trong chương trình truyền hình Masked Rider của họ. Người phụ nữ Hachi trở thành Hydrasect, xuất hiện trong tập phim "Người lạ từ phương Bắc" với một con quái vật từ bộ phim trước Kamen Rider ZO. Fog Mother trở thành Ultivore, xuất hiện trong tập phim "Cuộc xâm lược vào sáng thứ bảy" và Tokage Man trở thành Cyborgator và xuất hiện trong tập "Ectophase Albee".